# Hans Adam Dorten

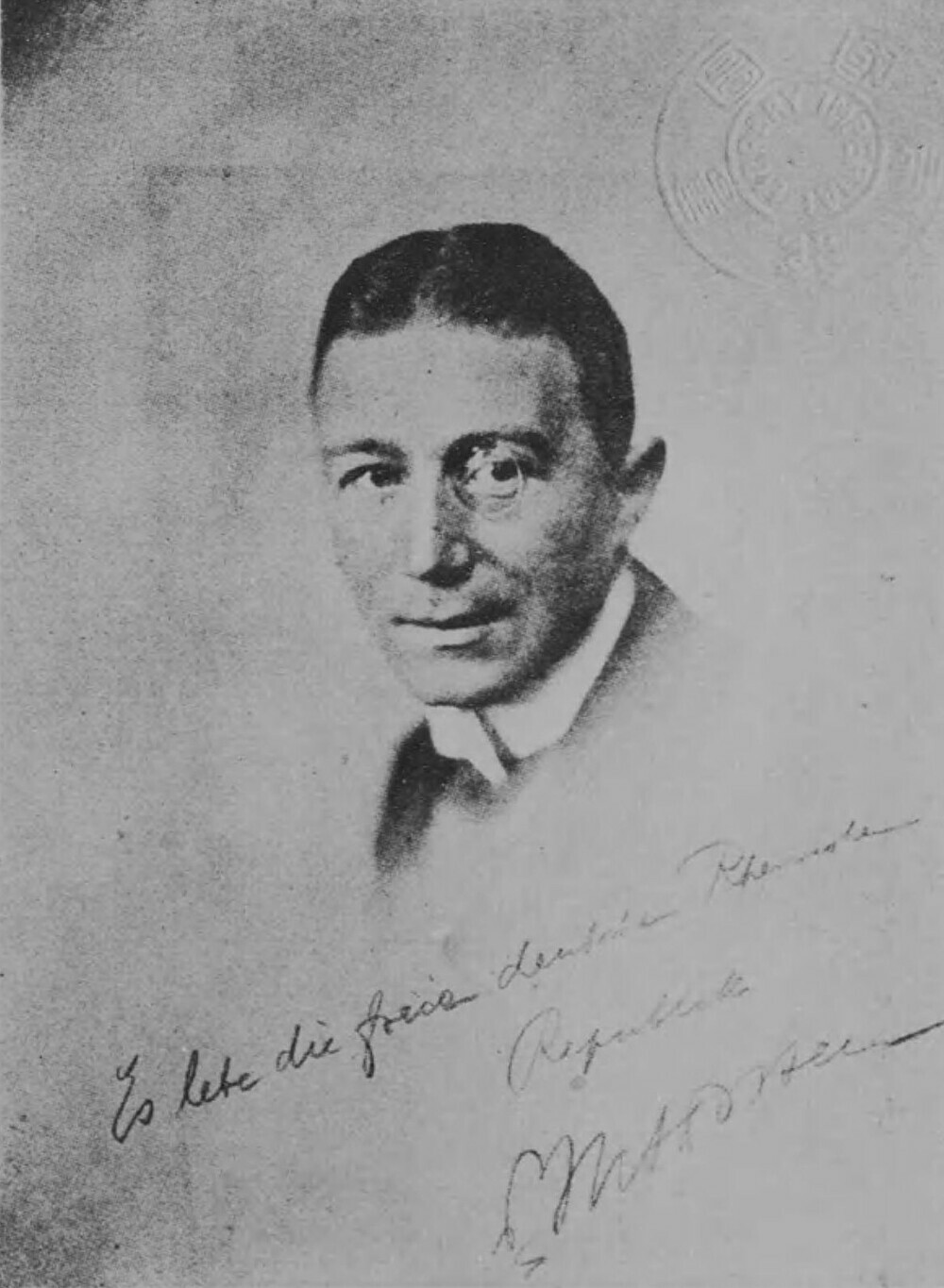
Dorten

Hans Adam Dorten (* 10. Februar 1880 in Endenich; † April 1963 in Nizza, Frankreich) war ein promovierter Jurist im Staatsdienst und Separatistenführer im Rheinland und Hessen-Nassau. Er wurde 1919 „Präsident“ der „Rheinischen Republik“ in Wiesbaden, deren Errichtung nach wenigen Tagen scheiterte. Er engagierte sich weiterhin für die separatistische Bewegung und wanderte nach einem zweiten gescheiterten Putsch 1923 nach Frankreich aus.

## Leben
Hans Adam Dorten war der Sohn eines Kaufmanns aus Endenich. Nach dem Besuch dortigen Volksschule ging er auf ein Gymnasium in Bonn. Darauf folgte ein Jurastudium in Heidelberg, München und Bonn.

### Berufliche Laufbahn und Erster Weltkrieg
Nach seinem Studium war Dorten zunächst am Amtsgericht Waldbröl tätig, unterbrochen durch seinen Militärdienst im 2. Rheinischen Feldartillerie-Regiment Nr. 23. in Koblenz. Am 11. August 1902 wurde er für den Staatsdienst vereidigt und wechselte nach kurzer Zeit zur Staatsanwaltschaft am Landgericht Düsseldorf. 1907 promovierte er zum Dr. iur. an der Universität in Leipzig und bekleidete ab 1912 ein Richteramt am Amtsgericht Waldbröl.
Für den 22. Dezember 1912 ist seine Einreise in die Vereinigten Staaten registriert. Begleitet von seiner Frau, reiste er auf dem Schiff „Victoria Luise“ und registrierte sich bei den Einreisebehörden auf Ellis Island als Nicht-Immigrant. Als Reiseziel wurden Cleveland und San Francisco vermerkt. Die Eintragung zum nächststehenden Verwandten oder Freund lautet „friend: von Herling, Berlin, Salzburgerstr. 16“.
Ab dem 1. Oktober 1914 sollte Dorten Staatsanwalt am Landgericht III in Berlin werden. Der Beginn des Ersten Weltkrieges führte jedoch zu seiner Einberufung am 3. August 1914. Am 2. Dezember 1918 wurde er aus dem Militärdienst entlassen und bis zum Juli 1919 beurlaubt. Während des Krieges diente Dorten als Hauptmann im Generalkommando 54. Er wurde mit dem Eisernen Kreuz I. und II. Klasse ausgezeichnet.

### Politische Aktivitäten nach dem Ersten Weltkrieg
Mit dem Ende des Kaiserreiches und den folgenden Veränderungen durch die Novemberrevolution wendete sich Dorten der Politik zu. Er vertrat eine strikt antisozialistische Haltung. Dorten sah eine Rheinische Republik als sein politisches Ziel an, vorerst noch als Teil des Deutschen Reiches.
Kontakte zu den rheinischen Ausschüssen und hervorragenden Zentrumspolitikern, wie z. B. Konrad Adenauer, führten jedoch nicht zu den von ihm gewünschten Ergebnissen. Er konnte keine führende Position in der separatistischen Bewegung erlangen, nicht zuletzt deswegen, weil Dorten eine Einigung oder Kooperation mit der SPD und der Reichsleitung ablehnte und eine wirtschaftliche Annäherung an Frankreich forderte.
Dorten bemühte sich durch das Sammeln von notariellen Vollmachten im Rheinland, die Zustimmung der Landkreise und Städte zu erhalten und sein Ziel zu legitimieren. Diese Versuche waren aber nur bedingt in Teilen des Unterwesterwaldes erfolgreich. Nach diversen Rückschlägen fand er politische Gleichgesinnte, unter anderem den Verleger der Rheinischen Volkszeitung im Rheingau, Franz Geueke. Dorten führte Gespräche mit hochrangigen französischen Offizieren wie dem General Mangin, die ihn in der Gründung einer Rheinischen Republik bestärkten und die Abtrennung des Rheinlandes vom Deutschen Reich forderten. Dorten war aber nur bereit, das Rheinland aus dem preußischen Staat zu lösen und es als Teil des Deutschen Reiches zu belassen. Dorten zog Anfang 1919 nach Wiesbaden in die Hildastraße 14. Dort fanden häufige Gespräche und Treffen mit französischen Militärs und politischen Weggefährten statt.

### Proklamation der Rheinischen Republik in Wiesbaden

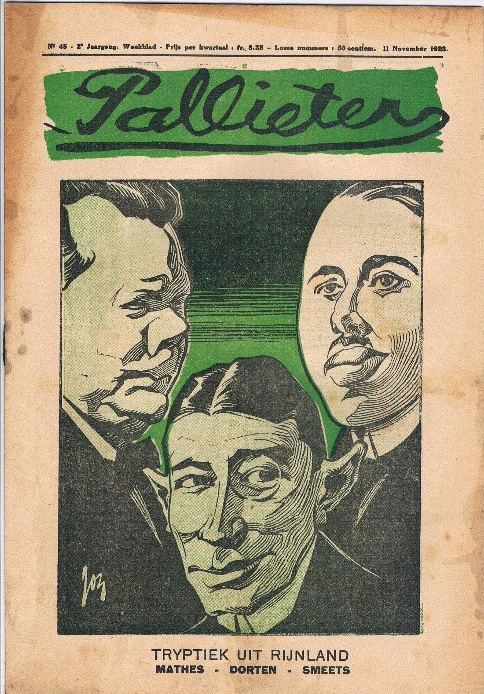
Josef Friedrich Matthes, Dorten und Josef Smeets
(Jos De Swerts, 1923)

Am 1. Juni 1919 wurde die Rheinische Republik in Wiesbaden ausgerufen und Hans Adam Dorten ihr „Präsident“. Aufgrund des massiven Protestes der Bevölkerung, vieler Verbände und der gesamten Stadtverwaltung mussten die Putschisten nach einer Woche den Putsch als gescheitert ansehen. Die im Vorfeld angekündigte Unterstützung gab die französische Besatzungsmacht zugunsten einer strikten Neutralität auf. Dadurch hatten die Gründer der Rheinischen Republik keine Möglichkeit mehr, sich gegen Stadt und Bürger durchzusetzen. Massiver Widerstand durch die Stadtverwaltung und die Bevölkerung verhinderte die Etablierung der Regierung Dorten. Gegen Dorten wurde ein Haftbefehl wegen Landesverrats erlassen, der aber im besetzten Gebiet nicht vollstreckt werden konnte.

### Separatistische Agitation nach dem gescheiterten Putsch
Am 26. August 1923 befand sich Dorten in Mönchengladbach, wo eine Kundgebung stattfinden sollte, die jedoch von einer aufgebrachten Menschenmenge gewaltsam verhindert wurde. Dorten gab sich als amerikanischer Journalist aus und entkam.
1923 spielte Dorten im Zuge eines erneuten Versuchs zur Gründung einer Rheinischen Republik abermals eine führende Rolle. Zusammen mit Josef Matthes stellte er mit Unterstützung des Rheinischen Unabhängigkeitsbundes am 20. Oktober 1923 in Koblenz eine „Vorläufige Regierung der rheinischen Republik“ zusammen. Nach Differenzen proklamierte er Mitte November in Bad Ems eine Regierung für das südliche Rheinland. Auch dieser Putschversuch scheiterte an der fehlenden Unterstützung durch breite Bevölkerungsschichten und an dem nachlassenden Rückhalt durch das französische Militär.

### Leben in Frankreich
Nach dem zweiten missglückten Versuch, einen Rheinstaat zu etablieren, wanderte er am 31. Dezember 1923 nach Frankreich aus und ließ sich in Nizza nieder. Seit 1927 arbeitete er als Anwalt in Nizza und erhielt 1928 die französische Staatsbürgerschaft. 1937 verfasste er seine Memoiren als Buch mit dem Titel La Tragédie Rhénane. Das Werk erschien erst 1945 auf Französisch und schließlich 1979 als kommentierte Ausgabe in deutscher Übersetzung. Als die Nationalsozialisten nach der „Machtergreifung“ Adenauer wegen vermeintlichen Hoch- und Landesverrates anklagen wollte, suchte ein Staatsanwalt Dorten in Nizza auf, in der Hoffnung, belastendes Material für Adenauers Zusammenarbeit mit den Separatisten zu erhalten, fand in Dortens Unterlagen jedoch keinerlei Anhaltspunkte dafür.

## Schriften
- La tragédie Rhénane. Paris 1945.
  - Die Rheinische Tragödie. Übersetzt und mit einem Nachwort herausgegeben von Willy Münch. Selbstverlag, Bad Kreuznach 1979.